# Mimi Boesnach
Mimi Boesnach, pseudoniem van Maria Alida Pieters, (Amsterdam, 4 november 1899 - Amstelveen, 20 april 1982) was een Nederlandse actrice en zangeres. Haar carrière overspande meer dan zestig jaar. Ze won verschillende toneelprijzen.

## Jeugd
Zij groeide op in een artistiek gezin; haar moeder was varieté-artiest evenals haar stiefvader Gerson Busnac, wiens achternaam zij adopteerde en verschreef naar Boesnach. Haar zuster vormde met de Amsterdamse dansleraar Willem Bosboom het landelijk bekende danserspaar Maud en Willy Yardaz. Op elfjarige leeftijd verzorgde zij reeds de kaartverkoop in café chantants. Ook trad zij op als kindersoubrette op kermissen. Op veertienjarige leeftijd had zij kleine rollen in de Florarevue's van Louis en Heintje Davids.

## Loopbaan
Haar eerste echte rol kreeg zij op 18-jarige leeftijd naast Isidoor Zwaaf in de revue Moeder!! Hij doet 't weer! van Rip en Michel de Cock. Daarna speelde zij in de (geluidloze) speelfilm De Kroon der Schande (1918), geregisseerd door Maurits Binger naar een boek van Charles Garvice. In datzelfde jaar speelde ze ook in Bingers geluidloze filmtrilogie Oorlog en vrede (1914), Oorlog en vrede (1916) en Oorlog en vrede (1918).
In het operettegezelschap de Die Haghezangers van Louis Bouwmeester jr. figureerde zij in het ballet en het koor. Ze vestigde in 1924 de aandacht op zich toen ze de zieke Sophie Köhler moest vervangen in de operette Als ik eens koning was van Adolphe Adam. Later dat jaar stond ze op het tableau van de Vaudeville-operette De Pasha van Cairo, een Bouwmeesterproductie met een hoofdrol van Cor Ruys.
Later werd zij de grote ster in de in 1922 begonnen en zeer geliefde Bouwmeesterrevue's. Ze speelde belangrijke rollen in Duizend en Een Lach (1926), Nou nog Mooier (1927), Dat is het Toppunt (1928), Wonder Boven Wonder (1929) en Turf in je Ransel (1930) met daarin naast Louis Davids onder anderen Johan Heesters, Siem Nieuwenhuizen, Nol Nabarro en Willy Luers. In 1931 speelde zij met Johan Buziau en Heintje Davids in de revue Champagne en de laatste echte Bouwmeesterrevue (hij overleed tijdens de repetities) Wat doe je in de Kou.
Door zich aan te sluiten bij het Verenigd Rotterdamsch-Hofstad Tooneel van Cor van der Lugt Melsert koos ze definitief voor het meer literaire, 'echte' toneel. Het gezelschap was vaste bespeler van het Odeon-theater aan de Haagse Herengracht. Vanaf 1934 verscheen ze in de stukken Smaadschrift (1934), Madeleine's Misdaad (1935), Boefje, In Rok en Onschuldige Meisjes (1936), De witte ziekte, Zijne Eminentie doet zaken en Fric Frac (1937), naast onder anderen Myra Ward, Piet Bron, Fie Carelsen en Paul Steenbergen. Tussendoor (1936) speelde ze de rol van Jannekee in de bioscoopfilm Merijntje Gijzens Jeugd, naar het boek van A.M. de Jong, onder regie van Kurt Gerron. In de film De drie wensen (1937) speelde ze, wederom onder Gerron, de rol van Cora Corelli, en werkte ze samen met onder anderen Jan Teulings, Jules Verstraete en Guus Oster (met wie ze korte tijd een relatie had). Vanaf 1938 speelde ze in het blijspelgezelschap Residentie Tooneel onder leiding van Dirk Verbeek, onder andere in Gastvrouw-perikelen (1938), Toontje heeft een paard getekend (1939), Roofvogels (1940), Dertig seconden liefde (1941), Dubbelganger (1942), Het Schouwspel (1943), De grote onbekende  en Freuleken (1944). Begin 1942 besloten de spelers van het Residentie Tooneel, na lang beraad en vele discussies, zich aan te melden bij het Gilde voor Theater en Dans van de Nederlandsche Kultuurkamer, zoals ook de meeste toneelspelers elders in het land deden. Daardoor konden de niet-Joodse spelers hun baan houden.

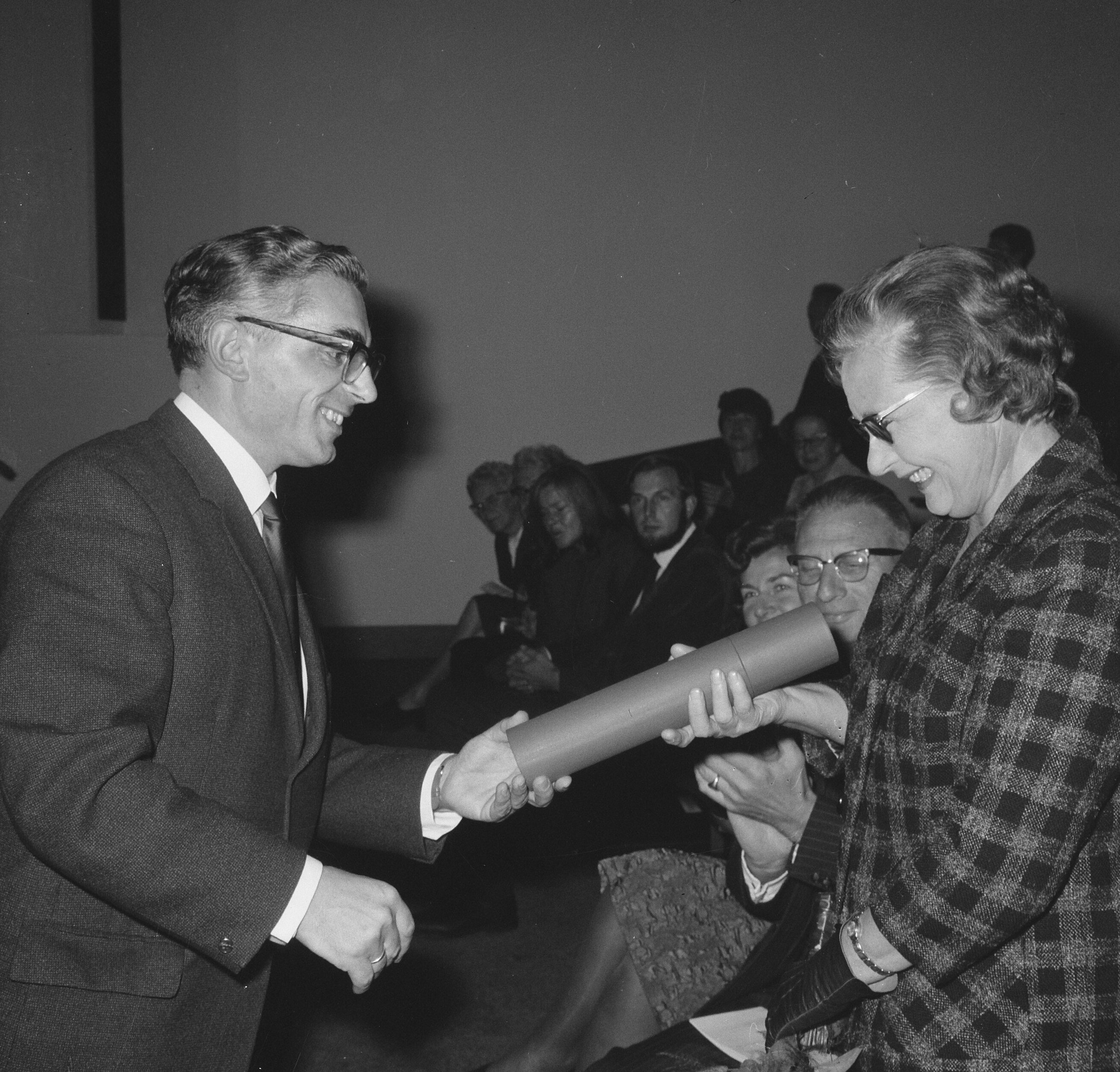
Mimi Boesnach ontvangt in 1965 en oorkonde van de gemeente Amsterdam

Na de Tweede Wereldoorlog koos zij voor moderner toneelwerk en sloot zij zich aan bij toneelgroep Comedia van Cor Hermus. Daar speelde zij in 1946 reeds in Noël Coward's Ik zie, ik zie, wat jij niet ziet en (naast Ko van Dijk) in De fonkelende stroom.
In 1950 sloot zij zich aan bij de opvolger van Comedia, de Nederlandse Comedie van Johan de Meester. Zij speelde daar in onder meer  Shakespeares Leer om Leer, op nieuwjaarsdag 1956 in de traditionele opvoering van de Gijsbrecht van Aemstel en de Bruiloft van Figaro van Beaumarchais. In theaterseizoen 1954-1955 speelde zij wat door menigeen wordt beschouwd als haar mooiste rol, die van Olga in Anton Tsjechov's Drie zusters.
In 1957 won zij de bronzen Theo d'Or, voor de beste bijrol als Mrs. Cooper in het toneelstuk  Aparte Tafels (Separate Tables van Terence Rattigan). In datzelfde jaar speelde ze de moeder van Anthony Fokker in de geflopte bioscoopfilm De Vliegende Hollander. De komedie Kleren maken de man uit datzelfde jaar deed het beter, onder regie van Georg Jacoby met in hoofdrollen Kees Brusse, Andrea Domburg en Johan Kaart. Onder Willy van Hemert maakte ze twee jaar later een televisiebewerking van Claudia met Maxim Hamel en Kitty Janssen. In 1960 verscheen bij de AVRO Oscar van Claude Magnier, met Ko van Dijk, Rita Marechal en Joop Doderer naast Boesnach. In 1963 kreeg zij de Albert van Dalsumprijs voor haar rol in Heijermans' Uitkomst, gespeeld op het Holland Festival. Eind 1969 speelde zij in het 10-delige NCRV-televisiedrama De kleine zielen naar het gelijknamige boek Louis Couperus.
Na de Aktie Tomaat en het uiteenvallen van de Nederlandse Comedie sloot zij zich aan bij de opvolgers, het Amsterdams Toneel van Fons Rademakers. In 1971 speelde ze in het premièrestuk van het nieuwe gezelschap, de experimentele revue Je hoeft Amsterdam niet voor me in te pakken, ik eet het hier wel op van Dimitri Frenkel Frank. In 1972 verscheen ze verder in De liefde van Cass McGuire (naast Ank van der Moer en Bruni Heinke) en in het Heijermansstuk  De Meid onder regie van Jules Croiset, wat haar laatste rol zou worden. In een interview naar aanleiding van haar laatste voorstelling in juni 1973 gaf zij aan uitgekeken te zijn op toneelrollen voor oudere actrices.
Boesnach acteerde ook in hoorspelen, waaronder Drie vrouwen, Yamamba, De moeder, Het systeem van pater Jensen en De witte villa. Eind jaren vijftig bracht Decca Records een reeks grammofoonplaten uit waarop Boesnach sprookjes voorleest.